# 波蒂奇鎮區 (印第安納州波特縣)
波蒂奇鎮區（英語：Portage Township）是位於美國印第安納州波特縣的一個行政鎮區。

## 地方資料
根據2010年美國人口普查的數據，波蒂奇鎮區的面積為99.07平方千米，當中陸地面積為92.12平方千米，而水域面積為6.95平方千米。當地共有人口47085人，而人口密度為每平方千米475.27人。